# لشکر هشتم پیاده‌نظام (ورماخت)
لشکر هشتم پیاده‌نظام (به آلمانی: 8. Infanterie-Division) یکی لشکرهای پیاده‌نظام نیروی زمینی آلمان در دوره رایش سوم بود که در جنگ جهانی دوم به عملیات پرداخت. 

## تشکیل و سازمان
- یگان‌های بسیج‌شده لشکر در موج نخست در ۱ اوت سال ۱۹۳۹:[۱]
  - هنگ ۲۸ پیاده‌نظام
  - هنگ ۳۸ پیاده‌نظام
  - هنگ ۸۴ پیاده‌نظام
  - هنگ ۸ توپخانه
  - گردان ۱ هنگ ۴۴ توپخانه
  - یگان‌های ۸ پشتیبانی لشکر

- سازمان لشکر در اواخر تابستان سال ۱۹۳۹ پیش از تهاجم به لهستان:[۲]
  - یگان ۸ نقشه‌برداری موتوریزه
  - دسته ۸ پیام‌رسان موتورسوار
  - هنگ ۲۸ پیاده‌نظام:
    - ۱ دسته مخابرات
    - ۳ گردان پیاده‌نظام - هر یک:
      - ۳ گروهان پیاده‌نظام
      - ۱ گروهان سنگین

    - ۱ دسته شناسایی سواره
    - ۱ گروهان توپ پیاده‌نظام
    - ۱ گروهان ضدتانک موتوریزه
    - ۱ ستون تدارکات پیاده‌نظام سبک

  - هنگ ۳۸ پیاده‌نظام:
    - همانند هنگ ۲۸ پیاده‌نظام

  - هنگ ۸۴ پیاده‌نظام:
    - همانند هنگ ۲۸ پیاده‌نظام

  - هنگ ۸ توپخانه:
    - ۳ گردان توپخانه سبک - هر یک:
      - ۳ آتشبار سبک

    - گردان ۱ هنگ ۴۴ توپخانه:
      - ۳ آتشبار سنگین

    - گردان ۲۸ دیده‌بانی توپخانه

  - گردان ۸ ضدتانک:
    - ۱ دسته مخابرات موتوریزه
    - ۳ گروهان ضدتانک موتوریزه
    - گروهان ۱ گردان ۴۸ مسلسل سنگین موتوریزه

  - گردان ۸ شناسایی:
    - ۱ دسته مخابرات بخشی‌موتوریزه
    - ۱ گروهان شناسایی سواره
    - ۱ گروهان شناسایی دوچرخه‌سوار
    - ۱ گروهان شناسایی موتوریزه:
      - ۱ گروه توپ پیاده‌نظام
      - ۱ گروه خودروی زرهی
      - ۱ دسته ضدتانک

  - گردان ۸ مهندسی:
    - ۲ گروهان مهندسی
    - ۱ گروهان مهندسی موتوریزه
    - ۱ گروهان پل‌ساز موتوریزه
    - ۱ گروهان تدارکات مهندسی موتوریزه

  - گردان ۸ جایگزینی
    - ۳ گروهان

  - گردان ۸ مخابرات:
    - ۱ گروهان تلفن بخشی‌موتوریزه
    - ۱ گروهان رادیو موتوریزه
    - ۱ ستون تدارکات مخابرات موتوریزه

  - نیروهای ۸ تدارکات لشکر:
    - ۸ ستون سبک تدارکات موتوریزه
    - ۱ ستون سبک سوخت موتوریزه
    - ۱ دسته نگهداری موتوریزه
    - گروهان ۸ تدارکات موتوریزه
    - یگان ۳ نانوایی صحرایی موتوریزه
    - یگان ۳ سلاخی موتوریزه
    - اداره ۳ لشکر
    - دسته ۱ گروهان ۸ بهداری
    - دسته ۲ گروهان ۸ بهداری موتوریزه
    - یگان ۸ بیمارستان صحرایی موتوریزه
    - دسته ۱ و ۲ گروهان ۸ آمبولانس
    - گروهان ۸ دامپزشکی
    - دفتر ۸ پست صحرایی موتوریزه
    - یگان ۸ پلیس نظامی موتوریزه

ماه ژانویه سال ۱۹۴۰ گردان ۸ جایگزینی با جدا شدن از لشکر، گردان ۲ هنگ ۴۴۲ پیاده‌نظام از لشکر صد و شصت و هشتم پیاده‌نظام در موج هفتم بسیج را ایجاد کرد. ماه بعد ستاد هنگ ۳۸ پیاده‌نظام و گردان ۲ هنگ ۸۴ پیاده‌نظام لشکر به هنگ ۵۲۵ پیاده‌نظام از لشکر دویست و نود و هشتم پیاده‌نظام در موج هشتم بسیج ملحق شد. ماه دسامبر یک سوم از نیروهای لشکر به لشکر صد و دوم پیاده‌نظام از موج نهم بسیج منتقل گردید و با یگان‌های دیگری جایگزین شد. لشکر ۱ دسامبر سال ۱۹۴۱ به لشکر هشتم پیاده‌نظام سبک تغییر عنوان داد.

## کتابشناسی
- Nafziger, George (2000). The German Order of Battle: Infantry In World War II. STACKPOLE BOOKS. ISBN 1-85367-393-5.